# بروس مكينتوش
بروس مكينتوش (بالإنجليزية: Bruce McIntosh)‏ هو لاعب هوكي الجليد أمريكي، ولد في 17 مارس 1949 في إدينا في الولايات المتحدة.

## وصلات خارجية
- بروس مكينتوش على موقع دوري الهوكي الوطني (الإنجليزية)
- بروس مكينتوش على موقع قاعة مشاهير الهوكي (لاعب أن.إتش.أل) (الإنجليزية)
- بروس مكينتوش على موقع EliteProspects.com (الإنجليزية)
- بروس مكينتوش على موقع HockeyDB.com (الإنجليزية)
- بروس مكينتوش على موقع Hockey-Reference.com (الإنجليزية)
- بروس مكينتوش على موقع أوليمبيديا (الإنجليزية)